# Zdeněk Humhal
Zdeněk Humhal (né le 30 décembre 1933 à Prague et mort le 24 novembre 2015) est un joueur tchécoslovaque de volley-ball. 
Avec l'équipe de Tchécoslovaquie de volley-ball, il remporte la médaille d'argent aux Jeux olympiques d'été de 1964 à Tokyo.